# Alliance civique démocratique
Pour les articles homonymes, voir Alliance civique.
L'Alliance civique démocratique (en tchèque : Občanská demokratická aliance, ODA) est un parti politique de la République tchèque entre 1990 et 2007, de type libéral, membre du parti ELDR.